# Fritz Müller-Rehrmann
Fritz Müller-Rehrmann (* 3. Dezember 1889 in Nürnberg; † 2. April 1949 in München) war ein deutscher Komponist.

## Leben und Werk
Fritz Müller-Rehrmann studierte von 1908 bis 1912 an der Münchener Akademie der Tonkunst. Er wirkte dann als Kapellmeister. Von 1914 bis 1918 war er während des Kriegsdienstes Meisterschüler bei Friedrich Gernsheim und Georg Schumann in Berlin. 1919 und 1920 wirkte er als Dirigent der Singakademie und der Symphoniekonzerte in Glogau. Ab 1921 lebte er in München. Er erteilte dort Musikunterricht und wirkte als Dirigent. Von 1934 bis 1939 wirkte er als Berater von Gymnastikschulen sowie als Komponist und Dirigent von „Tänzerischen Bewegungsmusiken“ für Orchester.
Fritz Müller-Rehrmann setzte sich für eine Reformierung der Notenschrift und Partitur (Einheitsschlüssel und Einheitspartitur) ein.
Fritz Müller-Rehrmann schrieb Grundlagen der modernen Harmonik (drei Bände, München 1922). Er komponierte neben den „Bewegungsmusiken“ für Orchester Ballettmusik Tanzbilder op. 4, Kriegsouvertüre op. 5 und Kleine Suite op. 12. Weiterhin komponierte er Kammermusik für Klarinette Lyrische Stücke op. 6, Sonatine op. 19, Atonale Intervallstudien op. 21 und auch Stücke zu vier Händen wie Pepetuum mobile für zwei Klarinetten op. 8 und Systematische Schule der Klaviertechnik op. 9, ein Requiem op. 18 und Gesänge.
Fritz Müller-Rehrmann trat zum 1. April 1932 der NSDAP bei (Mitgliedsnummer 929.179). Im Juni 1934 reichte er beim Reichsministerium für Volksaufklärung und Propaganda das Lied „Der Führer soll mein Vorbild sein“ ein. Dort wurde darauf hingewiesen, „dass die Melodie stark an Volksweisen anklingt, insbesondere an die Melodie zu: >Der Gott, der Eisen wachsen liess<“, das Vaterlandslied von Ernst Moritz Arndt. Am 18. Mai 1939 hielt er bei den Reichsmusiktagen in Düsseldorf den Vortrag „Warum Partitur-Auszüge?“. 1941 veröffentlichte er in der von der Reichsjugendführung herausgegebenen Schrift „Bewegungsformen und Bewegungs-Musiken für BDM-Sportfeste“ den Artikel „Musik für BDM-Gymnastik“.